# درايفر 3
درايفر 3 (بالإنجليزية: Driv3r)‏ هي لعبة من نوع أكشن وتصويب صدرت في عام 2004 وهي متوفرة لـ ويندوز، بلاي ستيشن 2، إكس بوكس، جيم بوي أدفانس، الهاتف المحمول. وهي من تطوير ريفلكشنز إنتراكتيف ونشر شركة أتاري. تم إضافة ميزات جديدة في هذا الجزء مثل ركوب الدراجة النارية، استخدام الأسلحة، تسلق السلالم، الدخول إلى مباني معينة وأيضاً التحكم بأكثر من شخصية .

## القصة
تقع أحداث القصة في ثلاث مدن : ميامي، نيس وإسطنبول . تفتتح اللعبة في مدينة إسطنبول في تركيا بإطلاق نار بين رجال عصابة وشرطة إسطنبول . بعد ذلك يتغير المشهد إلى المستشفى حيث يظهر كل من بطل القصة تانر (Tanner) وشخص آخر هو جيريكو (Jericho) الخصم الرئيسي لتانر مصابين والأطباء يقومون بمعاينة أحدهما ثم تتوقف إشارة نبضات القلب لأحدهما، بعد ذلك تعود القصة ستة أشهر إلى الوراء في ميامي . جون تانر كعادته يعمل كشرطي في الخفاء . جيريكو يكون متورط في بداية اللعبة في عملية شحن 40 سيارة من ميامي إلى فلوريدا .
 

 جون تانر كما يبدو في درايفر 3 .
 

جيريكو كما يبدو في درايفر 3 .

## روابط خارجية
- درايفر 3 على موقع IMDb (الإنجليزية)